# Juli Jakab
Juli Jakab (Budapest, 1988) è un'attrice ungherese, nota per essere la protagonista del film Tramonto.

## Biografia
Nata nel 1988 a Budapest, si è diplomata al liceo. Tra il 2007 e il 2012 ha studiato presso l'Università di arte drammatica e cinematografica di Budapest. Il suo primo ruolo di attrice, oltre al suo lavoro di sceneggiatrice, è stato in Nekem Budapest. 
Nel 2018 ha ottenuto il ruolo da protagonista nel film Tramonto di Nemes Jeles László.

## Filmografia
- Nekem Budapest  (2013)
- For Some Inexplicable Reason (2014)
- Senki szigete (2014)
- Il figlio di Saul (2015)
- Tramonto (2018)